# Geschichte Sienas

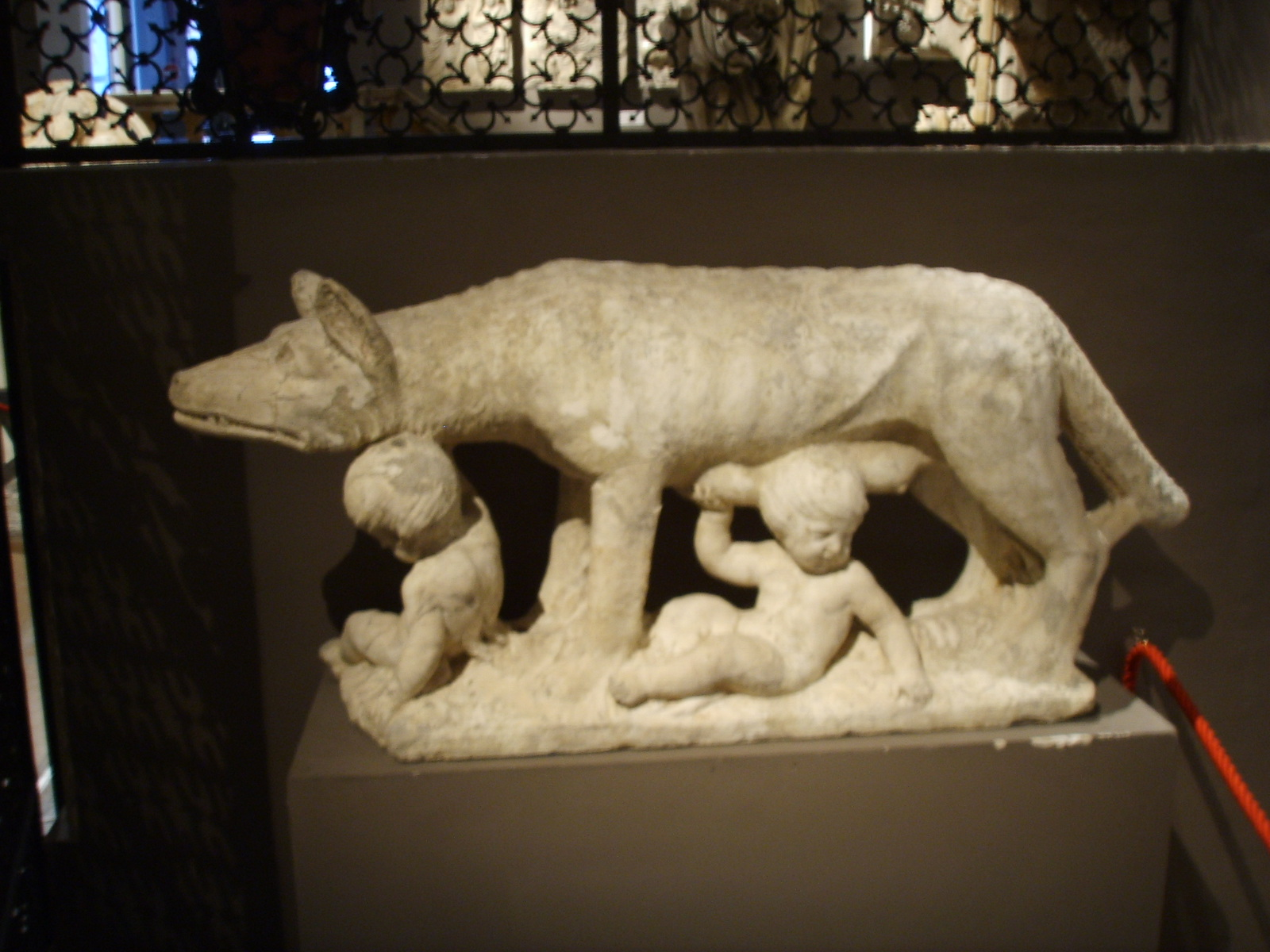
Die Wölfin und die Zwillinge, Siena, Museo dell’Opera del Duomo

Die Geschichte Sienas beginnt mit den Etruskern, von denen die Stadt wahrscheinlich gegründet und Saena genannt wurde. Einige Gräber jenes Zeitalters sind außerhalb der Porta Camollia gefunden worden. Siena wurde, nachdem es unter römische Herrschaft gefallen war, in der Regierungszeit des Augustus oder etwas früher eine römische Colonia. Die Stadt trug zu dieser Zeit den Namen Saena Iulia und dasselbe Wappen wie Rom: die Wölfin und die Zwillinge. Aber ihre eigentliche Bedeutung erlangte die Stadt im Mittelalter. Wenige Zeugnisse aus der römischen Epoche oder aus den ersten Jahrhunderten des Christentums sind erhalten (außer der Legende des St. Ansanus), und überhaupt keine aus dem Zeitraum, der der langobardischen Periode vorausging.

## Legende der Stadtgründung
Der Sage nach mussten die Kinder des Remus, Senius und Aschius, nach dem Konflikt ihres Vaters mit Romulus aus Rom flüchten. Sie gelangten an die Ufer des Flusses Tressa und errichteten hier an einer Anhöhe das Castel Senio (heute Castelvecchio). Sie entfachten ein Feuer, das schwarzen und weißen Rauch entwickelte und so zu den Stadtfarben Sienas (Balzana) wurde.

## Mittelalterliche Frühzeit
Es gibt dokumentarische Indizien, dass es im 7. Jahrhundert während der Regierung von Rotaris (oder Rotari) einen Bischof Mauro in Siena gab. Versuche, frühere Bischöfe bis ins 5. Jahrhundert zurückzuverfolgen, haben nur vage und widersprüchliche Ergebnisse geliefert. Dokumentiert sind die Konflikte mit dem Bischof von Arezzo, als sich in den ersten Jahren des 8. Jahrhunderts um die Zugehörigkeit einiger Pieven im Raum der Crete Senesi gestritten wurde. Unter den Langobarden war die Stadtregierung in den Händen eines Gastaldo, unter den Karolingern eines Grafen, dessen Autorität allmählich und im Laufe von Ereignissen, die denen in anderen italienischen Städten ähnelten, auf den Bischof überging. 1055 setzte Kaiser Heinrich III. einen Provisor im Sieneser Territorium ein, einen Salamone Piccolomini, womit diese Familie erstmals in die Geschichte Sienas eingriff.
Die bischöfliche Macht ging wiederum allmählich auf städtische Konsuln über. Schriftliche Überlieferungen zeigen eine Konsulregierung in Siena von 1125 bis 1212; die Anzahl der Konsuln variierte zwischen drei und zwölf. Diese Regierung aus gentiluomini oder Adligen änderte sich allmählich zur Beteiligung der popolani oder unteren Schichten, deren Bemühungen zum Aufstieg an die Macht stetig wuchsen. So erhielten sie 1137 einen dritten Teil der Regierung durch die Wiederherstellung eines allgemeinen Rats aus 100 Adligen und 50 popolani. Im selben Jahr fiel die Festung von Staggia Senese in den seneser Machtbereich. Durch die Lage an der Via Francigena und dem damit verbundenen Bevölkerungszuwachs wurden ab der Mitte des 12. Jahrhunderts die Stadtmauern von Siena von der damals nur auf dem Hügel Terzo di Città gelegenen Stadt bis zur heutigen Porta Camollia erweitert. 1199 versetzte die Einsetzung eines fremden Podestà (einer Form der Regierung, die 1212 permanent wurde) dem Konsulnamt einen schweren Schlag und löschte es bald aus. 1233 erhob sich das Volk wiederum gegen die Adligen in der Hoffnung, sie völlig aus den Ämtern zu verdrängen.
Der Streit war im Wesentlichen wirtschaftlicher Natur, da das Volk die Steuerbefreiung des Adels abschaffen wollte. Der Versuch war nicht ganz erfolgreich, aber die Regierung war nun durch die Bildung eines höchsten Magistrats aus 24 Bürgen, 12 Adligen und 12 popolani zu gleichen Teilen zwischen den Ständen aufgeteilt. Während der Herrschaft der Adligen und der gemischten Herrschaft von Adligen und popolani wurde die Gemeinde Sienas durch glückliche Aneignungen von Land in der Nachbarschaft und durch die Unterwerfung von Feudalherren, wie die Scialenghi, Aldobrandeschi, Pannocchieschi, Visconti di Campiglia d’Orcia etc. vergrößert.

## Konflikt mit Florenz
Vermehrte militärische Aktivitäten begannen am Beginn des 13. Jahrhunderts. Zunächst errichtete der Podestà Guelfo da Porcari zwischen 1213 und 1219 Monteriggioni als defensiven Stützpunkt an der Grenze zu Florenz, 1221 wurden Orte der Aldobrandeschi in der Maremma erobert, Grosseto 1224 eingenommen. Die Stadtmauern von Montefollonico als strategischer Punkt in der Grenzverteidigung zu Montepulciano wurden 1234 verstärkt.
Da Florenz und Siena neues Territorium suchten sowie Grenzstreitigkeiten, insbesondere mit Poggibonsi und Montepulciano, zu ständigen Feindseligkeiten führten, war der große Konflikt vorgezeichnet. Die Sienesen stellten sich auf die ghibellinische Seite, um die rivalisierende Republik zu provozieren, und die deutschen Kaiser, angefangen mit Friedrich Barbarossa, belohnten ihre Treue mit verschiedenen Privilegien (Münzrecht, Gerichtsbarkeit, Konsulwahl). Die Unruhen hielten an, kleinere Kriege und schnelle Wiederversöhnungen zwischen Florenz und Siena folgten, bis 1254/55 ein verbindlicherer Frieden und ein Bündnis geschlossen wurden. Aber dieser Vertrag verschärfte trotz seiner scheinbaren Stabilität innerhalb weniger Jahre den Streit. Denn 1258 beschwerten sich die Florentiner über die Verletzung der Bedingungen durch Siena, indem es aus Florenz verbannten Ghibellinen Zuflucht gewährt habe. Als die Sienesen sich weigerten, diesen Protesten nachzugeben, machten sich beide Staaten an umfangreiche Kriegsvorbereitungen.

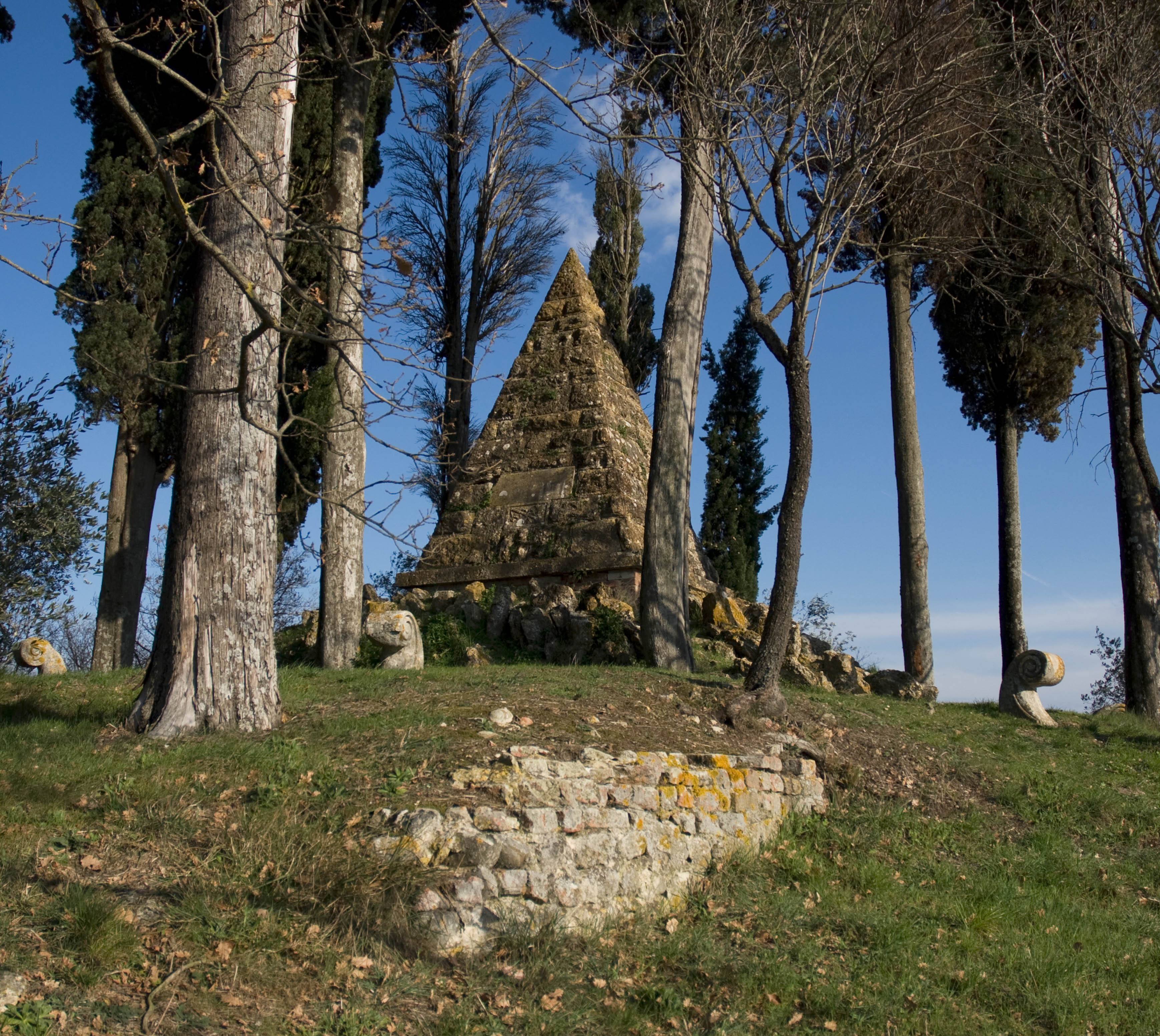
Die zur Erinnerung an die Schlacht von Montaperti errichtete Pyramide am namensgebenden Berg nahe dem Ort der Schlacht

Siena wandte sich an Manfred, erhielt von ihm eine starke Gruppe deutscher Reitern unter dem Kommando von Conte Giordano, und ersuchte ebenso seine ghibellinischen Verbündeten um Hilfe. Florenz rüstete eine mächtige Bürgerarmee aus, deren originale Register noch in dem Band Il libro di Montaperti in den Florentiner Archiven erhalten sind. Die vom Podestà von Florenz und zwölf Capitani geführte Armee machte sich im April 1260 optimistisch auf den Marsch in die feindlichen Territorien und errang am 18. Mai bei Santa Petronilla außerhalb der nördlichen Stadtmauern Sienas einen unbedeutenden Sieg. Aber in einem zweiten und wichtigeren Feldzug, an dem die Milizen anderer guelfischen Städte der Toskana teilnahmen, wurden die Florentiner am 4. September 1260 bei Montaperti entscheidend geschlagen.
Diese Niederlage brach die Macht von Florenz für viele Jahre und löschte scheinbar die Florentiner Guelfen aus. Aber die Schlacht bei Benevent (1266) und die Begründung der Dynastie des Karl von Anjou auf dem neapolitanischen Thron setzte der ghibellinischen Vorherrschaft in der Toskana ein Ende. Das ghibellinische Siena spürte bald die Auswirkungen bei der Niederlage seiner Armee bei Colle di Val d’Elsa (1269) gegen die vereinigten Kräfte der guelfischen Exilanten, Florentiner und Franzosen, und beim Tod seines mächtigen Bürgers Provenzano Salvani (von Dante erwähnt) in dieser Schlacht, der der führende Geist der Regierung zur Zeit des Siegs von Montaperti gewesen war.

## Innenpolitische Veränderungen (1269–1355)
Für einige Zeit blieb Siena der ghibellinischen Sache noch treu. Dennoch begannen guelfische und demokratische Ansichten sich Bahn zu brechen. Die Ghibellinen wurden bei mehreren Gelegenheiten aus der Stadt vertrieben, und selbst, als eine vorübergehende Versöhnung der beiden Parteien ihnen die Rückkehr ermöglichte, erlangten sie nicht ihren früheren Einfluss.
Inzwischen hatte sich die populäre Partei zunehmend Macht im Staat errungen. Empört über die Tyrannei der Salimbeni und anderer mit den Ghibellinen verbündeter Patrizierfamilien beschloss sie 1277 den Ausschluss aller Adligen aus dem obersten Magistrat (der 1270 aus 64 statt 24 Mitgliedern bestand) und bestand darauf, dass dieser Rat allein aus guelfischen Händlern und Männern der Mittelklasse gebildet werden solle. Diese Verfassung wurde 1280 durch die Verkleinerung des obersten Magistrats auf 15 Mitglieder bekräftigt, die allesamt aus einfacheren Schichten stammten, und wurde endgültig 1285 (und 1287) durch die Einsetzung des Magistrats der Neun sanktioniert, der nur aus Bürgern bestand.
Dieser Neunerrat führte die Regierung für rund siebzig Jahre, und seine Herrschaft war klug und friedlich. Die Territorien des Staats wurden vergrößert, ein freundschaftliches Bündnis mit Florenz gepflegt, der Handel blühte. Das Gebiet für den seneser Hafen in Talamone wurde 1303 erworben und der Hafen ausgebaut. 1321 wurde die Universität Siena gegründet bzw. durch das Heranziehen von Gelehrten aus Bologna wiederbelebt, als offizielles Gründungsjahr der Universität wird heute 1240 angegeben; die Hauptgebäude, die heute die Stadt schmücken, wurden begonnen; und die wohltätigen Institutionen gediehen.

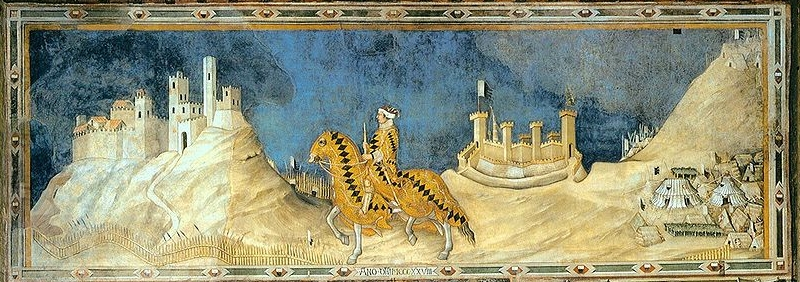
Fresko Guidoriccio da Fogliano all’assedio di Montemassi von Simone Martini, Palazzo Pubblico

Seit 1327 stand der Condottiere Guidoriccio da Fogliano im Dienste der Stadt. Unter seiner Führung wurde Konflikte mit der Republik Pisa und den Aldobrandeschi in der Maremma ausgetragen. 1328 eroberte er gegen Castruccio Castracani nach siebenmonatiger Belagerung den Ort Montemassi. Dies war der Seneser Regierung Anlass, bei Simone Martini das Fresko Guidoriccio da Fogliano all’assedio di Montemassi (Guidoriccio da Fogliano bei der Belagerung von Montemassi) in Auftrag zu geben, welches sich im Saal der Landkarten (Sala del Mappamondo) im Rathaus von Siena befindet.

## Die Pest (1348)
Im Jahr 1348 brach die Pest in Siena aus, zwei Drittel der Bevölkerung starben. Davon sollte sich die Stadt nicht mehr erholen und konnte sich danach auch nicht mehr gegen den alten Rivalen Florenz behaupten.

## Der Zwölferrat (1355–1368)
Aber inzwischen hatte die Exklusivität einer einzigen Bürgergruppe, aus deren Reihen sich der Hauptmagistrat rekrutierte, die Regierung in eine geschlossene Oligarchie umgewandelt und den Hass aller anderen Gruppen geschürt. Adlige, Richter, Notare und das einfache Volk erhoben sich häufig in Revolten, während die Neun ihren Staat durch eine starke Bürgermiliz verteidigten (1295–1309), die in terzieri (Sektionen) und contrade (Stadtteile innerhalb der Stadtmauern) gegliedert war und diese Versuche gewaltsam unterdrückte. Aber 1355 gab die Ankunft Karls IV. in Siena den Aufrührern neuen Mut. Von der kaiserlichen Autorität unterstützt, stürzten sie die Regierung der Neun und richteten einen Magistrat der Zwölf aus der untersten Schicht ein. Diese neuen Herrscher standen in einem gewissen Ausmaß unter dem Einfluss der Adligen, die die Rebellion geschürt hatten, aber letztere wurden wieder bald von jeder Beteiligung an der Regierung ausgeschlossen.
Damit begann der Kampf um die Vorherrschaft, der für viele Jahre zwischen den verschiedenen Bürgergruppen ausgetragen wurde, die dort ordini oder monti genannt wurden. Die unteren strebten nach der Macht, während die höheren Klassen im Amt danach strebten, alle Macht in ihren eigenen Händen zu behalten oder sie in Proportion zu der relativen Stärke jedes monte aufzuteilen.
Die Zwölf, die den Rat der Neun ersetzt hatten (so wie diese vorher den Rat der Adligen ersetzt hatten), bestanden sowohl als Individuen als auch als Partei aus unwissenden, unfähigen, stürmischen Männern, die weder den Staat mit fester Hand führen noch der Republik zu Wohlstand verhelfen konnten. Sie brachen rasch mit dem Adel, für dessen Manöver sie zunächst nützliche Werkzeuge gewesen waren, und spalteten sich dann in zwei Parteien nach Familienverbünden, die eine auf Seiten der Tolomei, die heftigere andere auf Seiten der Salimbeni und der Noveschi (Anhänger der Neun), die immer noch Einfluss in der Stadt hatten und wahrscheinlich diese Uneinigkeit schürten und jede sich bietende Chance ausnutzten, die ihnen vielleicht wieder zur Macht verhelfen konnte.
1359 konnte der Krieg mit Perugia beendet werden. In den Friedensverhandlungen wurde Montepulciano dem Gebiet von Perugia zugeschlagen, Siena erhielt die Herrschaft über Cortona.

## Erneute Umwälzungen (1368–1369)
1368 gelang es den Gegnern der Zwölf, sie gewaltsam aus dem Palazzo Pubblico zu verjagen und durch eine Regierung aus 13 Adligen und 3 Noveschi zu ersetzen. Diese Regierung dauerte nur 22 Tage vom 2. bis zum 24. September an und wurde mühelos durch die dominante Partei der Dodicini (Anhänger der Zwölf) gestürzt, die von den Salimbeni und vom Pöbel unterstützt und von Kaiser Karl IV. begünstigt wurden. Die Adligen wurden überwältigt und sowohl aus der Stadt als auch von der Macht verjagt; aber die Herrschaft der Zwölf wurde zu einem Ende gebracht und das Recht der Beteiligung an der Regierung auf eine weitere Bürgerklasse ausgedehnt. Denn nach der Ausweisung der Dreizehn aus dem Palast bildete ein Rat aus 124 Plebejern einen neuen Magistrat aus zwölf difensori (Verteidiger), der aus 5 Mitgliedern des popolo minuto oder dem niedrigsten Volk (das nun erstmals in die Regierung aufgenommen wurde), 4 Mitgliedern aus den Dodicini und 3 Mitgliedern aus den Noveschi bestand. Er war jedoch von nur kurzer Dauer, denn die Dodicini waren mit ihrem Anteil nicht zufrieden, und im Dezember desselben Jahrs (1368) taten sie sich mit dem popolo minuto zusammen, um die drei Noveschi aus dem Palast zu werfen.
Aber der neue Volksstand, der seine Vorherrschaft im Rat der riformatori bereits behauptet hatte, verdrängte nun die Dodicini und behielt für fünf Tage (11.–16. Dezember) die Regierung in seinen eigenen Händen. Aus Angst vor dem Kaiser, der auf seinem Weg nach Rom zwei Monate zuvor durch Siena gekommen war und auf seiner Rückreise dort wieder haltmachen sollte, versuchte er seine Feinde durch die Gründung eines neuen Rats aus 150 riformatori zu beschwichtigen. Dieser ersetzte die 12 difensori durch einen neuen 15-köpfigen obersten Rat, der aus 8 Popolani, 4 Dodicini sowie 3 Noveschi bestand. Aus dieser Erneuerung datiert die Bildung eines neuen Standes, des monte dei riformatori; dieser Titel wurde von da an allen Bürgern verliehen, die die Regierung reformiert hatten und seit 1368 an ihr beteiligt waren.

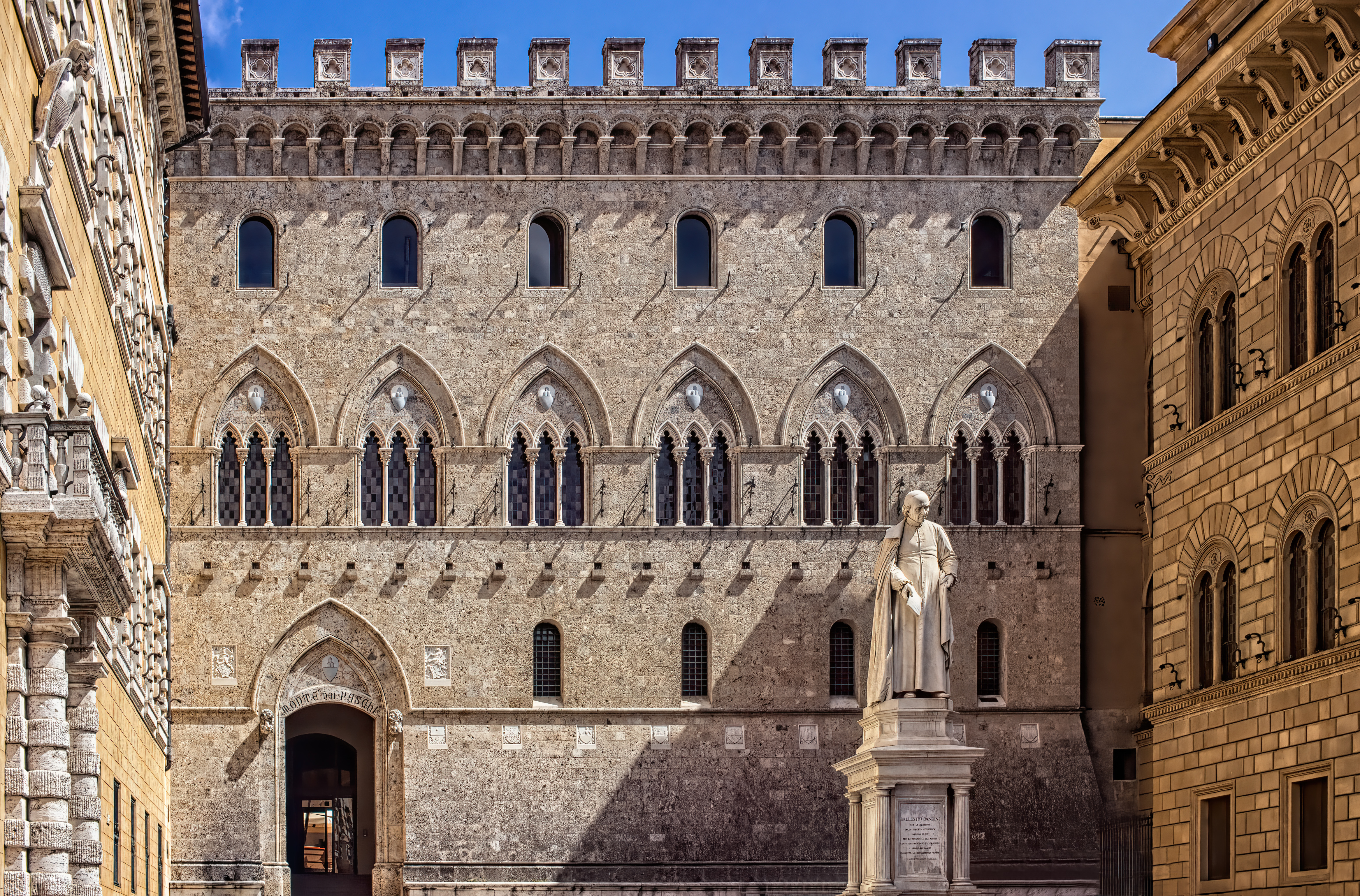
Der Palazzo Salimbeni, ehemaliger Sitz der Familie der Salimbeni, heute Sitz der Bank Monte dei Paschi di Siena

Der turbulente Kampf der Zwölf und der Salimbeni, die mit diesen Änderungen unzufrieden waren, wendete sich rasch gegen die neue Regierung. Diesmal half ihnen Karl IV. aktiv; nachdem er aus Rom zurückgekehrt war, schickte er seine Miliz, kommandiert vom kaiserlichen Vikar Malatesta da Rima, um den Palazzo Pubblico anzugreifen. Aber das Sieneser Volk, vom Rat der Fünfzehn zu den Waffen gerufen, widersetzte sich entschlossen, schlug die kaiserlichen Truppen in die Flucht, eroberte das Banner und setzte den Kaiser im Salimbeni-Palast gefangen. Daraufhin einigte sich Karl mit der Regierung, gewährte ihr ein kaiserliches Patent und verließ die Stadt, für seine Demütigung durch die Schenkung einer großen Geldsumme getröstet.
Trotz seiner breiten Basis und großen Energie gelang es dem monte dei riformatori, dem Herz der neuen Regierung, nicht, zufriedenstellend mit den Angriffen von gegnerischen Parteien und verräterischen Verbündeten umzugehen. Um sie besser in den Griff zu bekommen, schaffte er 1369 einen Polizeichef mit dem Titel esecutore sowie einen zahlreichen Verband aus Popolani – die casata grande des Volks als Bollwerk gegen die Adligen, die aus der Verbannung zurückgerufen worden waren, und die nun, wenn auch durch strenge Regulierungen gefesselt, in Staatsämter wählbar waren.
Aber der Appetit des niederen Volks nach Macht wurde durch die Einsetzung der riformatori in den Hauptposten der Macht eher angeregt als gesättigt. Unter den Wollkämmerern der untersten Klasse, die in den abschüssigen Gassen um die Porta Ovile wohnten, gab es eine Organisation, die sich als Gesellschaft des Wurms bezeichnete. Während der Hungersnot von 1371 erhob sich diese Gesellschaft zur Revolte, plünderte die Häuser der Reichen, stürmte den Palazzo Pubblico, vertrieb aus dem Rat der Fünfzehn die 4 Mitglieder der Dodicini und die 3 Mitglieder der Noveschi.  Als sie sich in ihr Quartier zurückgezogen hatten, wurden sie plötzlich von erzürnten Bürgern (Noveschi und Dodicini) angegriffen, die in Häuser und Werkstätten einbrachen und viele Einwohner ohne Rücksicht auf Alter oder Geschlecht umbrachten. Daraufhin rächten die populären Dachdecker diese Missetaten durch viele Exekutionen auf der Piazza. Dieser Aufruhr wurde erst durch erneute Änderungen im Rat der Fünfzehn gebremst. Er wurde nun aus zwölf aus dem größeren Volk und drei Noveschi gebildet. Die Dodicini wurden aus der Stadt verbannt.

## Zeit der Riformatori (1369–1385)
Inzwischen hatte die Regierung auch mit Schwierigkeiten außerhalb der Stadtmauern zu kämpfen. Die benachbarten Herren überfielen und plünderten die Territorien der Stadt; ernste Verletzungen wurden durch die Händlergruppen zugefügt, insbesondere die Betrons und Gascons. Die rivalisierenden Ansprüche Carlo di Durazzos und Ludwigs von Anjou auf das neapolitanische Königreich verursachten erneute Unruhen in der Toskana. Die Sieneser Regierung erhoffte sich den Besitz der Stadt Arezzo, die zuerst von Durazzos Leuten und dann von Enguerrand VII. de Coucy für Ludwig von Anjou besetzt wurde. Aber während die Sieneser noch von der Eroberung träumten, verkaufte der französische General die Stadt überraschend an die Florentiner, deren Verhandlungen mit bewundernswertem Geschick geführt worden waren (1384).
Der aufkommende Ärger der Sieneser, insbesondere der Mittelklasse, gegen ihre Herrscher wurde durch diese herbe Enttäuschung zum Höhepunkt gebracht. Ihre Unzufriedenheit war allmählich durch verschiedene Entscheidungen in der Innen- und Außenpolitik während der sechzehnjährigen Herrschaft der riformatori angeschwollen, und die Konzessionen an die Anhänger der Zwölf und deren erneute Wählbarkeit ins Amt hatten nicht dabei geholfen, sie zu versöhnen. Schließlich brach die Revolte aus und gewann im März 1385 die Oberhand. Die riformatori wurden von der Macht ausgeschlossen und aus der Stadt verbannt.
Der Handel Sienas erlitt durch das Exil so vieler Handwerkerfamilien erheblichen Schaden. Die Fünfzehn wurden durch einen neuen obersten Magistrat aus 10 Prioren ersetzt, die in den folgenden Proportionen gewählt wurden: 4 aus den Dodicini, 4 aus den Noveschi und 2 aus dem gewöhnlichen Volk. All diejenigen, die an der Regierung Anteil gehabt hatten oder unter den riformatori im Rat gesessen hatten, wurden ausgeschlossen. So begann ein neuer Stand oder monte del popolo, bestehend aus Familien derselben Klasse wie die riformatori, die aber vorher nicht an der Regierung beteiligt gewesen waren. Sie genossen aber nur sehr begrenzte Privilegien.

## Visconti und Florenz (1385–1409)
1387 führte erneuter Streit mit Florenz über Montepulciano zu einem offenen Krieg, der durch die Einmischung des ehrgeizigen Herzogs von Mailand Gian Galeazzo Visconti in die toskanischen Angelegenheiten noch verschärft wurde. Die Sieneser schlossen 1389 mit ihm ein Bündnis, akzeptierten zehn Jahre später seine Vorherrschaft und gaben die Freiheiten ihres Staates auf. Aber 1402 erleichterte der Tod Gian Galeazzos ihr Joch. In diesem Jahr wurde das erste Komplott gegen die Herrschaft der Visconti, das von den Dodicini und den Salimbeni ausgebrütet und von den Florentinern geschürt worden war, gewaltsam unterdrückt und führte zur Verdrängung der Dodicini aus dem Amt; aber im folgenden Jahr hob eine als Konsequenz aus den Aufständen geschaffene balia die Vorherrschaft des Herzogs auf und stellte die Freiheiten der Stadt wieder her.
Während dieses Zeitraums hatte der oberste Magistrat eine populärere Form angenommen. Durch die teilweise Wiederzulassung der riformatori und den Ausschluss der Dodicini, war die permanente balia nun zusammengesetzt aus 9 Prioren (3 aus den Noveschi, 3 aus dem Volk und 3 aus den riformatori) und einem Kapitän des Volks, der abwechselnd aus jedem der drei monti gewählt wurde. Am 11. April 1403 wurde mit den Florentinern Frieden geschlossen, und Siena erfreute sich mehrerer Jahre friedlichen Wohlstands.

## Auseinandersetzung mit Neapel und dem Papsttum (1409–1452)
Aber das große westliche Schisma, das dann die christliche Welt aufwühlte, brachte wieder Unruhen nach Siena. Als Konsequenz aus den Entscheidungen des Konzils von Pisa hatten sich Florenz und Siena gegen Gregor XII. erklärt (1409). Als Unterstützer des Papstes nahm Ladislaus von Neapel daher die Gelegenheit wahr, um Überfälle auf das Territorium Sienas durchzuführen, es zu verwüsten und die Stadt zu bedrohen. Die Sieneser leisteten erbittert Widerstand, bis der Tod dieses Monarchen 1414 sie von den Angriffen befreite.
Ein erneuter Krieg mit Florenz brach 1431 aus, verursacht durch die florentinischen Bemühungen um Lucca und fortgesetzt infolge der Florentiner Allianz mit Venedig und Papst Eugen IV. und der Sieneser Allianz mit dem Herzog von Mailand und dem römischen König Sigismund. Dieser Monarch machte auf dem Weg nach Rom zu seiner Krönung in Siena halt und erhielt einen äußerst fürstlichen Empfang.
1433 unterzeichneten die gegnerischen Bündnisse einen Friedensvertrag, und obwohl er nachteilig für die Sieneser war und sie oft versucht waren, ihn zu brechen, hielten sie sich treu an seine Bedingungen. Während dieser vergleichsweise ruhigen Periode wurde Siena durch den Besuch von Papst Eugen IV. (1433) und den des Kaisers Friedrich III. geehrt. Der Kaiser empfing dort seine Braut Eleanor von Portugal aus den Händen von Bischof Aeneas Sylvius Piccolomini, seinem Sekretär und Historiker (1452). Dieses Zusammentreffen ist auf der Denkmalssäule festgehalten, die man außerhalb des Camollia-Tors sehen kann.

## 1452–1480
1452 wurden die Feindseligkeiten gegen Florenz wieder aufgenommen, als Antwort auf Invasionen und Zerstörungen auf Sieneser Territorium, die von Florentiner Truppen in ihren Konflikten mit Alfons von Neapel begangen wurden. Dieser hatte 1447 die Toskana zu seinem Schlachtfeld gemacht. 1454 wurde ein weiteres Mal mit Florenz Frieden geschlossen. Als Nächstes lag Siena mehrere Jahre lang mit Aldobrandino Orsini, Graf von Pitigliano und mit Jacopo Piccinini im Krieg und erlitt viele Katastrophen wegen Verrat durch seine Generäle. Ungefähr um die gleiche Zeit war die Republik noch ernsterer Gefahr ausgesetzt, denn einige ihrer führenden Bürger verschworen sich, die Macht zu ergreifen und die Stadt unter die Vorherrschaft Alfonsos zu bringen, so wie sie zuvor unter der des Herzogs von Mailand gewesen war. Aber das Komplott kam ans Licht; ihre Rädelsführer wurden enthauptet und viele andere ins Exil geschickt (1456). Der Tod Alfonsos beendete schließlich alle Gefahren von dieser Seite.
Während dieser kritischen Zeiten wurde die Regierung des Staats durch einen neuen exekutiven Magistrat gestärkt, der balia benannt wurde und der von 1455 an unabhängig von den Prioren oder dem Konsistorium handelte. Bis dahin war er lediglich ein provisorisches Komitee gewesen, das letzterem anhing. Aber von nun an hatte die balia die oberste Rechtsprechung in allen Angelegenheiten des Staates, obwohl sie immer, bis zum Fall der Republik, nominell den Charakter eines außerordentlichen Magistrats bewahrte.
Die Wahl von Aeneas Sylvius Piccolomini, der den Namen Pius II. annahm, auf den Papststuhl im Jahr 1458 erfreute die Sieneser außerordentlich. Als Kompliment für ihren gefeierten Mitbürger gaben sie dem Ersuchen der Adligen nach und ließen sie wieder an der Regierung teilhaben. Diese widerwillig eingeräumte Konzession blieb nur einige Jahre in Kraft, und nach dem Tod des Papstes (1464) wurde sie aufgehoben, außer für Mitglieder des Hauses Piccolomini, die man als Popolani zählte und die all ihre Privilegien behalten durften. Inzwischen gärte neue Uneinigkeit unter den Plebejern an der Spitze der Angelegenheiten. Die Bank Monte dei Paschi di Siena wurde 1472 gegründet und ist heute die älteste noch existierende Bank der Welt.

## Die Revolution von 1480 und ihre Folgen
Die Pazzi-Verschwörung 1478 führte zu einem Krieg, in dem Florenz und Mailand dem Papst und dem König von Neapel gegenüberstanden, und der mit dem Frieden vom 13. März 1480 zu Ende ging. Daraufhin kam Alfonso, Herzog von Kalabrien, der in der Toskana an der Seite seines Vaters Ferdinand gekämpft hatte, zu einer Übereinkunft mit Siena. In der gleichen Weise wie sein Großvater Alfonso versuchte er die Herrschaft über die Stadt und die Zurückrufung der exilierten Rebellen von 1456 zu erreichen. Die Noveschi (zu deren Stand die meisten Rebellen gehörten) begünstigten seine Ansprüche, aber die Riformatori waren gegen ihn.
Viele aus dem Volk standen auf der Seite der Noveschi, erhoben sich am 22. Juni 1480 zur Revolte und organisierten, unterstützt von Soldaten des Herzogs, die Regierung zu ihrem eigenen Vorteil neu. Sie teilten die Macht zwischen den beiden Ständen der Noveschi und der Popolani und schlossen die Riformatori aus. Sie wurden ersetzt durch einen neuen und heterogenen Stand, genannt aggregati, der aus Adligen, Exilanten von 1456 und Bürgern aus anderen Ständen bestand, die nie zuvor im Amt gewesen waren.
Aber dieser gewaltsame und gefährliche Umsturz der inneren Freiheiten der Republik dauerte nicht lange. Ein Dekret des neapolitanischen Königs (1482) beraubte Siena bestimmter Territorien zugunsten von Florenz, was sie diesem Monarchen völlig entfremdete. Inzwischen war der monte der Noveschi, der Hauptunterstützer der Revolution von 1480, wachsendem Hass und Neid seines früheren Verbündeten ausgesetzt, des monte del popolo, der sich seiner überlegenen Stärke und Zahl bewusst war und nun versuchte, die Noveschi zu vernichten und an ihrer Stelle an die Macht zu treten.
Dies wurde durch eine Reihe von Aufständen zwischen dem 7. Juni 1482 und dem 20. Februar 1483 vollbracht. Der monte del popolo ergriff den Löwenanteil an der Regierung; die Riformatori wurden zurückgerufen, die aggregati abgeschafft und die Noveschi zu ewiger Verbannung aus der Regierung und aus der Stadt verurteilt. Aber in perpetuo war eine Worthülse in jenen turbulenten italienischen Republiken. Die Noveschi mit ihren mächtigen Verbindungen, Fähigkeiten und Traditionen gewannen zunehmend Einfluss im Exil; und fünf Jahre später, am 22. Juli 1487, kehrten sie triumphierend nach Siena zurück, zerstreuten die wenigen Anhänger des popolo, die Widerstand leisteten, ermordeten den Kapitän des Volks, reorganisierten den Staat und setzten ihn unter den Schutz der Jungfrau Maria. Da ihre eigene Vorherrschaft durch ihre numerische Stärke und ihren Einfluss sichergestellt war, erteilten sie den anderen monti gleichen Anteil an der Macht.

## Pandolfo Petrucci (1487–1512)

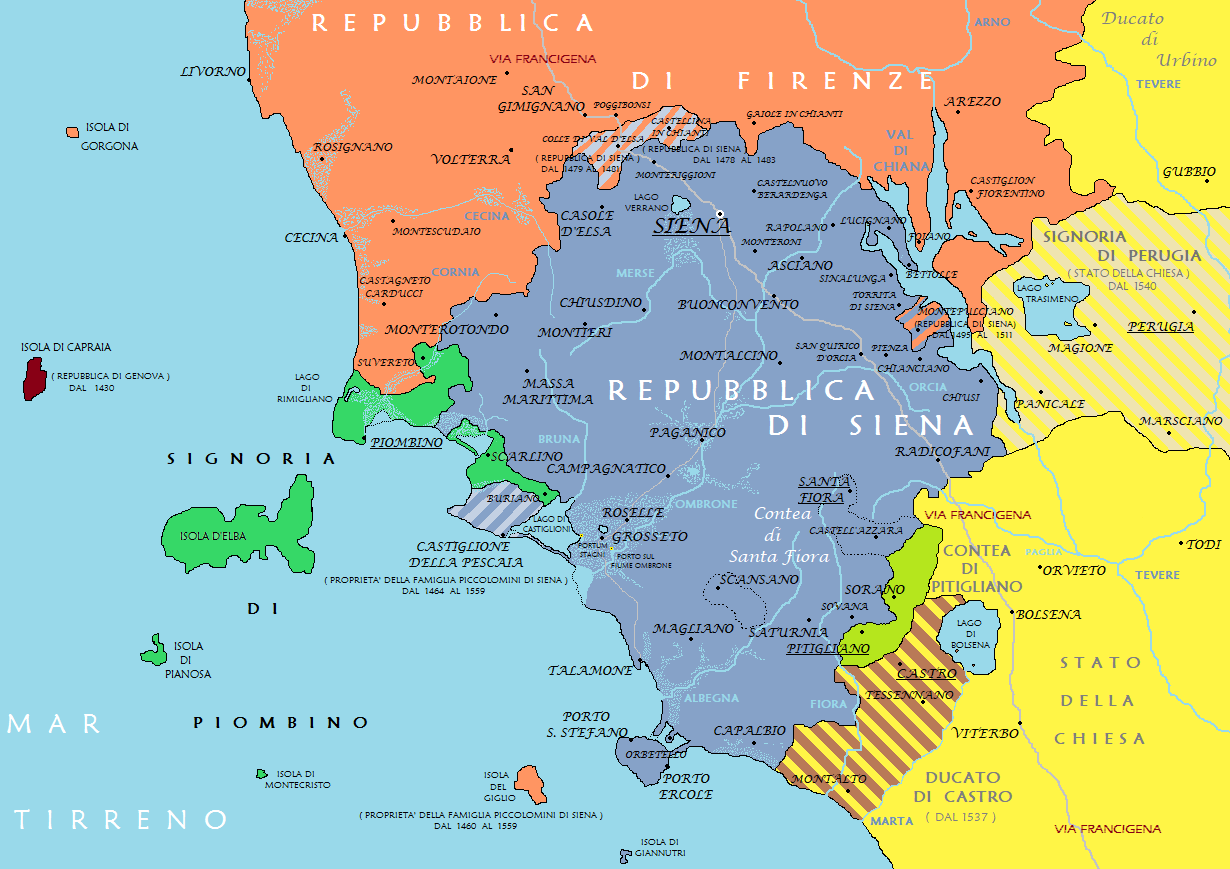
Karte der Republik Siena (15./16. Jahrhundert)

Unter den zurückgekehrten Exilanten war Pandolfo Petrucci, Anführer der Noveschi, der bald an der Spitze der Regierung stehen sollte. Während der Vorherrschaft dieses Mannes (der wie Lorenzo de Medici den Beinamen il Magnifico erhielt) erfreute sich Siena vieler Jahre des Aufschwungs. Streng genommen war Petrucci nie Herr des Staates und ließ die etablierte Regierungsform intakt; aber er übte despotische Autorität aufgrund der Stärke seines Charakters und dem ständigen Anwachsen seiner persönlichen Macht aus. Er stützte seine Außenpolitik auf das Bündnis mit Florenz und Frankreich und leitete die inneren Angelegenheiten des Staates mittels eines Rats (collegio) der Balia, der zwar gelegentlich neuorganisiert wurde, um die rivalisierenden Parteien zu beschwichtigen, der aber seinem Willen immer untergeordnet war.
Auf ähnliche Weise gewann er durch die Annahme des Kapitänsamts (1495) und später durch den Kauf mehrerer abgelegener Burgen von der ausgelaugten Kommune (1507) an Macht. Er schreckte auch nicht vor Mord und Rachetaten zurück. Die Ermordung seines Schwiegervaters Niccolò Borghesi (1500) ist ein unauslöschlicher Fleck auf seinem Namen. Er widerstand aller Opposition innerhalb des Staats, bis er schließlich in seinem Kampf mit Cesare Borgia abgesetzt und 1502 aus Siena verstoßen wurde. Durch die freundliche Vermittlung der Florentiner und des französischen Königs wurde am 29. März 1503 die Verbannung aufgehoben. Er behielt die Macht bis zu seinem Tod im Alter von sechzig Jahren am 21. Mai 1512 und wurde auf öffentliche Kosten mit fürstlichen Zeremonien in der Basilica dell’Osservanza beerdigt. In seine Regierungszeit fiel der Bruch der Bruna-Staumauer im Jahr 1492.

## Petruccis Nachfolger (1512–1524)
Nach seinem Ableben hielt die Vorherrschaft seiner Familie in Siena nicht lange an. Pandolfo hatte nicht die nötigen Qualitäten, um eine Dynastie wie die der Medici zu begründen. Ihm fehlte der hohe Intellekt eines Cosimo oder eines Lorenzo, und die Atmosphäre des freiheitsliebenden Siena mit seinen ständig wechselnden Parteien war in keiner Weise für seine Absicht geeignet. Sein ältester Sohn Borghese Petrucci war unfähig, hochmütig und äußerst korrupt. Er blieb nur vier Jahre an der Spitze und floh 1516 schmachvoll. Durch die Gunst Leos X. folgte ihm sein Cousin Raffaele Petrucci nach, vorher Bischof von Grosseto, Gouverneur von Sant’Angelo und später Kardinal.
Dieser Petrucci war ein erbitterter Gegner von Pandolfos Kindern. Er veranlasste, dass Borghese und ein jüngerer Sohn namens Fabio zu Rebellen erklärt wurden, während ein dritter Sohn, Kardinal Alfonso, auf Anordnung Leos X. am 16. Juli 1517 erdrosselt wurde. Er war ein tyrannischer Herrscher und starb plötzlich 1522. Im folgenden Jahr bestand Clemens VII. auf der Wiederberufung Fabio Petruccis, aber zwei Jahre später vertrieb ihn ein erneuter Volksaufstand für immer aus Siena. Die Stadt stellte sich dann unter den Schutz Kaiser Karls V., schuf einen Magistrat aus zehn Konservatoren der Freiheiten des Staates (Dezember 1524) und vereinigte die verschiedenen monti in einem einzigen.

## Unter der Herrschaft des Kaisers (1524–1552)

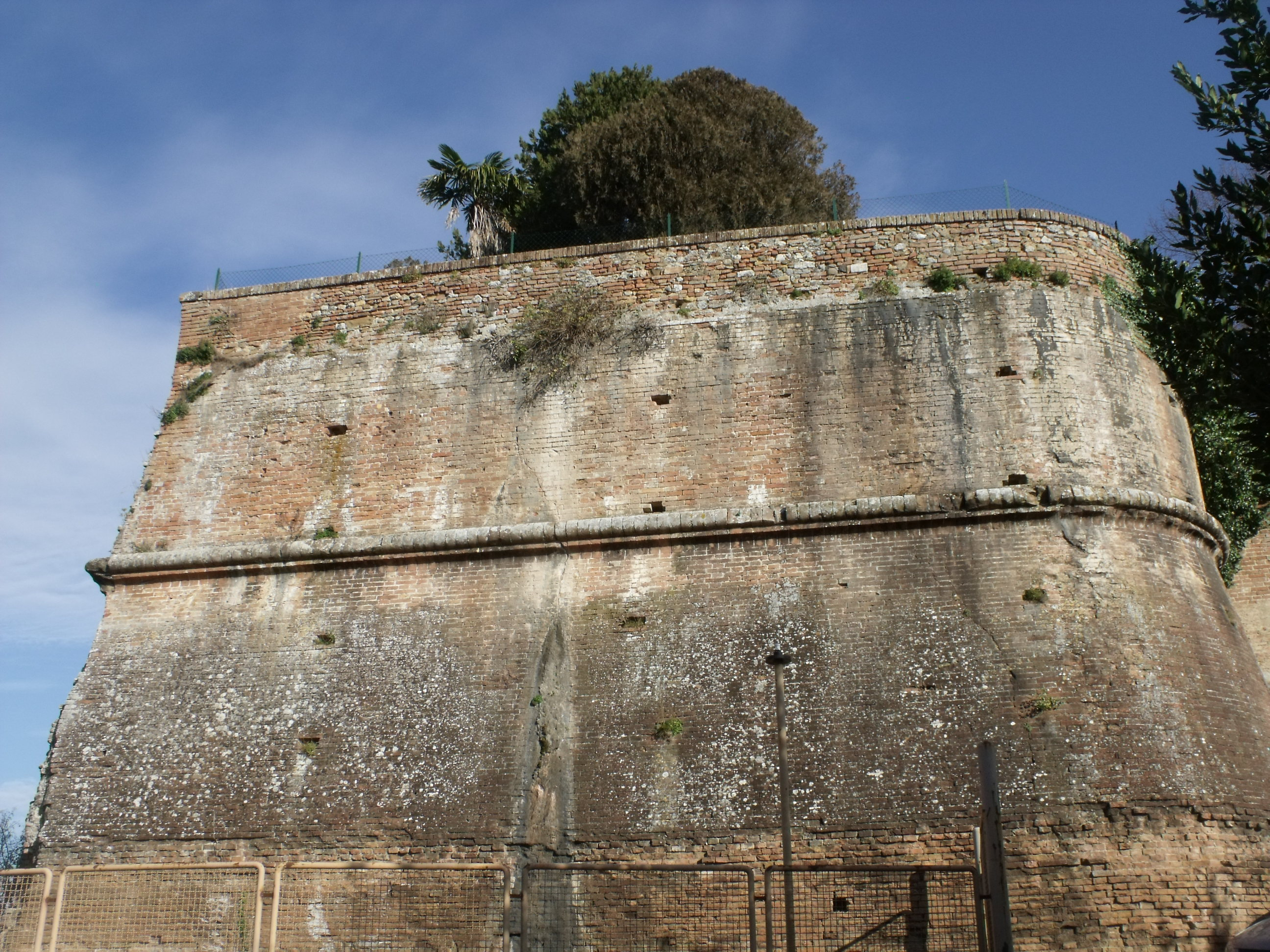
Die von Baldassare Peruzzi errichtete Bastion Bastione di Porta Laterina

Die sogenannte freie Regierung, die Untertan des Reichs war, dauerte 27 Jahre. Dabei musste sie sich schon 1526 gegen eine Belagerung durch die Fiorentiner und Clemens VII. wehren. Durch den militärischen Sieg der Seneser in der sogenannten Battaglia di Camollia am 25. Juli 1526 konnte die Belagerung beendet werden. Danach wurde Baldassare Peruzzi von 1527 bis 1532 als Architetto della Repubblica eingesetzt, um die Verteidigungsanlagen von Siena und der dazugehörigen Provinz auszubauen. So wurden die Stadtmauern verstärkt und es entstanden fünf neue Bastionen (Bastione di Porta Laterina, Bastione di San Marco, Bastione di San Prospero, Bastione San Viene und das Fortino delle Donne), wovon heute noch drei bestehen. Zudem wurden die Festungen in Sarteano und Torrita di Siena ausgebaut. Die gewünschte Protektion Spaniens wog danach immer schwerer, bis sie eine Tyrannei wurde. Die kaiserlichen Legaten und die Kapitäne der spanischen Garde in Siena quetschten sowohl die Regierung als auch das Volk durch andauernde Erpressung und unangebrachte Einmischung in die Funktionen der Balia aus. Karl V. reiste 1535 durch Siena und wurde wie in allen anderen Städten des versklavten Italiens mit größtem Pomp empfangen; aber er brachte weder Frieden noch Freiheit mit sich.
Von 1527 bis 1545 wurde die Stadt durch Parteikämpfe und gewaltsame Revolten gegen die Noveschi zerrissen und war ein Ort häufigen Blutvergießens, während die Streitsucht und schlechte Regierung der Sieneser für große Unzufriedenheit in der Toskana sorgten. Die Balia wurde mehrere Male durch kaiserliche Vertreter wiedereingesetzt, 1530 von Don Lopez di Soria und Alfonso Piccolomini, Herzog von Amalfi, 1540 von Granvella (oder Granvelie) und 1548 von Don Diego Hurtado de Mendoza (1503–1575). Aber die Regierung war so schlecht wie zuvor, und der Hass gegen die spanische Herrschaft vergrößerte sich. Als 1549 Don Diego die Absicht des Kaisers ankündigte, eine Festung (Zitadelle Cittadella imperiale) in Siena zu errichten, um die Bürger zu kontrollieren, entlud sich der allgemeine Hass in entrüsteten Protesten.
Der Historiker Orlando Malavolti und andere spezielle Gesandte wurden 1550 mit einer Petition zum Kaiser geschickt, die von mehr als tausend Bürgern unterzeichnet worden war, und die ihn ersuchte, ihnen eine solch schreckliche Gefahr zu ersparen. Aber ihre Mission scheiterte: sie kehrten ungehört zurück. Inzwischen hatte Don Diego die Fundamente der Zitadelle legen lassen und trieb das Projekt voran. Daraufhin traten bestimmte Sieneser Bürger in Rom – angeführt von Aeneas Piccolomini (ein Verwandter Pius’ II.) – in Verhandlungen mit Vertretern des französischen Königs, und nachdem sie mit deren Hilfe Männer und Geld gesammelt hatten, marschierten sie auf Siena und erzwangen sich am 26. Juli 1552 den Weg durch das neue Tor (die Porta Romana). Die Stadtmenschen erhoben sich, ermutigt und verstärkt durch die Hilfe von außen, sofort zur Revolte, griffen die spanischen Truppen an, entwaffneten sie und trieben sie dazu, Zuflucht in der Zitadelle zu suchen (28. Juli). Und schließlich wurden die Spanier durch ein Abkommen mit Cosimo I. de’ Medici, Herzog von Florenz, am 5. August 1552 weggeschickt, und die Sienesen nahmen ihre Festung in Besitz.

## Unter französischem Einfluss (1552–1555)
Die Regierung wurde nun unter dem Schutz französischer Vertreter wiedereingesetzt. Die Balia wurde abgeschafft, da ihr Name durch die spanische Tyrannei anrüchig geworden war, und durch einen ähnlichen Magistrat ersetzt, der capitani del popolo e reggimento genannt wurde. Siena frohlockte über seine wiedergewonnene Freiheit, aber bald zogen sich wieder dunkle Wolken zusammen. Zuerst wurde der Kaiser durch den Einfluss Frankreichs auf die Politik der Republik erzürnt. Dann überlegte sich Cosimo, der nicht weniger eifersüchtig auf die Franzosen war, den Plan, Siena in sein eigenes Herrschaftsgebiet einzuverleiben.
Die ersten feindlichen Handlungen der kaiserlichen Truppen im Val di Chiana (1552–1553) richteten wenig Schaden an. Aber als Cosimo mit einer vom Marquis von Marignano befehligten Armee auf das Feld trat, war der Untergang Sienas besiegelt. Am 26. Januar 1554 eroberte Marignano die Festung von Porta Camollia (die die gesamte Bevölkerung Sienas, einschließlich der Frauen unter Laudomia Forteguerri, zu bauen geholfen hatte) und belagerte die Stadt. Am 2. August desselben Jahres errang er in der Schlacht von Scannagallo, einem Wassergraben südlich von Marciano della Chiana zwischen Pozzo della Chiana und Santa Luce (heute Ortsteile von Foiano della Chiana) im Val di Chiana einen vollständigen Sieg über die Sieneser und französischen Truppen unter Piero Strozzi, dem Florentiner Verbannten und späterem Marschall von Frankreich.
Inzwischen wurde Siena nachdrücklich belagert. Ein ruhmreicher Bericht der Leiden der Bevölkerung findet sich im Tagebuch des Sieneser Historikers Sozzini und in den Kommentaren von Blaise de Monluc, dem französischen Vertreter in Siena. Am 17. April 1555 war die Stadt durch Nahrungsmittelknappheit infolge mehrmonatiger Belagerung zur Kapitulation gegenüber dem florentinisch-kaiserlichen Heer gezwungen. Am 21. April traten die spanischen Truppen des Kaisers durch die Tore. Daraufhin gaben viele Patrioten die Stadt auf, nahmen Zuflucht in Montalcino und pflegten dort eine schattenhafte Form einer Republik bis zum Frieden von Cateau-Cambrésis 1559.

## Siena als Teil des Großherzogtums Toskana
Cosimo I. de’ Medici wurde durch ein auf den 3. Juli 1557 datiertes Patent von Philipp II. von Spanien mit dem Staat Siena belehnt und nahm am 19. desselben Monats formal Besitz von der Stadt. Ein Generalleutnant wurde als Vertreter seiner Autorität ernannt; der Rat der Balia wurde mit zwanzig vom Herzog gewählten Mitgliedern wiedergegründet. Das Konsistorium und der allgemeine Rat blieben bestehen, wurden aber ihrer politischen Autonomie beraubt. Auf diese Weise wurde Siena vom Florentiner Staat annektiert und wurde ein integraler Teil des Großherzogtums Toskana. Dennoch behielt es für mehr als zwei Jahrhunderte eine separate Verwaltung, bis die allgemeinen Reformen des Großherzogs Pietro Leopoldo, die französische Herrschaft, und schließlich die Restauration alle Unterschiedene zwischen den Sieneser und Florentiner Regierungssystemen hinwegfegten. Cosimo beauftragte 1560 Baldassare Lanci mit der Errichtung einer neuen Festung in der Nähe der zerstörten Zitadelle, nun Fortezza di Santa Barbara und Fortezza Medicea genannt.
Am 26. Mai 1798 wurde Siena von einem Erdbeben erschüttert. Die größten Schäden entstanden an der Basilica di San Domenico, deren Campanile und das Dach einstürzten. Die Basilica di San Clemente in Santa Maria dei Servi wurde ebenfalls schwer beschädigt. Das Beben der Stärke 8,5 auf der Mercalliskala beschädigte zudem die Chiesa di San Cristoforo und das Theater Teatro dei Rinnovati im Palazzo Pubblico. Die Truppen von Napoleon Bonaparte besetzten die Stadt am 29. März 1799 und blieben bis 1814.

## Ab dem 19. Jahrhundert
Die Bahnstrecke nach Empoli wurde 1849 eingeweiht, 1862 kam die Verbindung nach Chiusi hinzu. Die Strecke nach Grosseto entstand am Anfang der 1870er Jahre. Der Bahnhof befand sich damals als Kopfbahnhof kurz außerhalb der Barriera di San Lorenzo. Der heutige Durchgangsbahnhof wurde am 25. November 1935 eingeweiht. 1859 war Siena die erste toskanische Stadt, die für eine Einverleibung ins Piemont und die Monarchie Viktor Emanuel II. stimmte. Diese Entscheidung vom 17. Juni war der erste Schritt zur Vereinigung Italiens. Von 1858 bis 1868 wurde der Piazza del Campo umgestaltet. Der Bildhauer Tito Sarrocchi ersetzt die von 1409 bis 1419 entstandenen Figuren des Jacopo della Quercia am Brunnen Fonte Gaia. Der Brunnen wurde 9,60 Meter nach Westen und 1,60 Meter nach Süden versetzt und befindet sich nun zentral auf der Piazza vor dem Palazzo Casino dei Nobili. Die alten Figuren des Jacopo della Quercia befinden sich heute im Fienile genannten Saal im Museum von Santa Maria della Scala, wo neben den Originalfiguren auch die Gipsabdrücke zur Gestaltung der Kopien des Sarrocchi ausgestellt sind. Ab 1895 entstand für die moderne Wasserversorgung das Aquädukt Acquedotto del Vivo (auch Acquedotto di Siena), welches 1914 eingeweiht wurde.

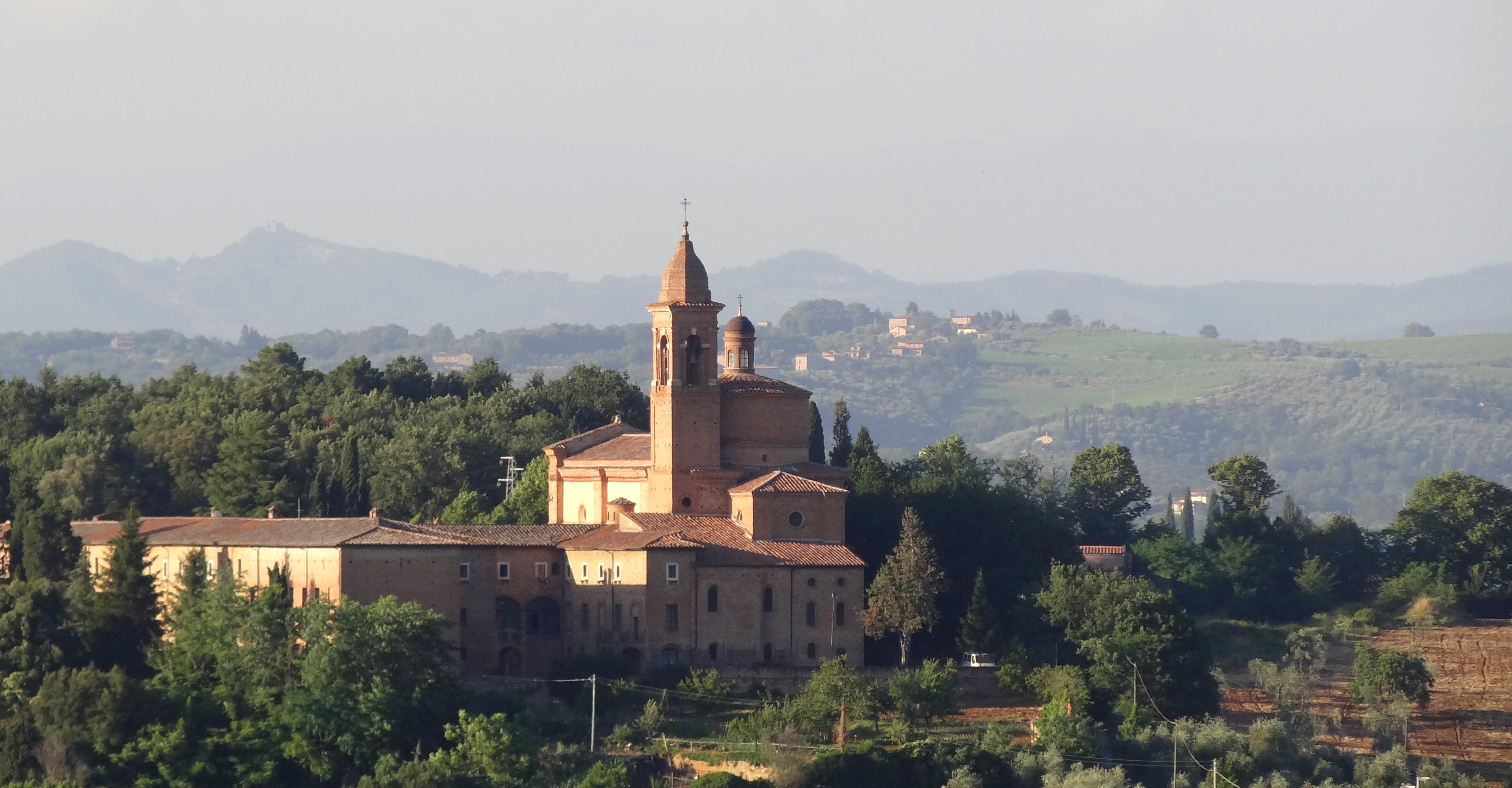
Die Basilica dell’Osservanza heute

Während des Zweiten Weltkrieges erlitt Siena verhältnismäßig geringe Schäden. Die Basilika dell’Osservanza, außerhalb liegend, wurde am 23. Januar 1944 bei einem Bombenangriff der Streitkräfte der Vereinigten Staaten bis auf Ausnahme der Fassade und einigen Seitenmauern fast vollständig zerstört, später (1945 bis 1949) unter Verwendung der nicht zerstörten Steine aber fast originalgetreu wieder aufgebaut. In den 1960er Jahren entstand in Siena innerhalb der Stadtmauern der erste Verkehrsberuhigte Bereich in Italien. Das neue Krankenhaus außerhalb der Stadtmauern, Policlinico Santa Maria le Scotte genannt, welches das von Santa Maria della Scala ersetzte, wurde in den 1980er Jahren in Betrieb genommen und Santa Maria della Scala wurde zu einem Museumskomplex umgebaut.